# Amêndoa
Amêndoa is een plaats (freguesia) in de Portugese gemeente Mação en telt 658 inwoners (2001).